# Mogurnda malsmithi
Mogurnda malsmithi är en fiskart som beskrevs av Allen och Jebb, 1993. Mogurnda malsmithi ingår i släktet Mogurnda och familjen Eleotridae. Inga underarter finns listade i Catalogue of Life.